# 益田事件
益田事件（ますだじけん）は、1949年1月25日に日本の島根県で発生した事件。

## 概要
島根県美濃郡益田町（現在の益田市）の朝鮮人集落において密輸入物資が隠匿されているとの密告に基づき、進駐軍島根軍政部将校2名と経済調査官2名が同行して、令状なしで摘発に乗り出したが、「令状のない捜査は違法である」と拒否されたため、警察官10名が応援して違反物資を押収したが約100名の朝鮮人に奪還された。翌日、被疑者9名を検挙したものの、夜に入って約200名が警察署に押しかけて被疑者の釈放を要求し、署内に侵入しようとしたために警察官と乱闘になり48名が検挙された。
逮捕されたもののうち9名が起訴され、騒乱罪で有罪となった。

## 関連文献
- 笹本征男「益田事件 : 私的なノート(地域社会における在日朝鮮人とGHQ / 朝鮮研究会編)」『東西南北 別冊01』第01巻、和光大学総合文化研究所、2000年12月、56-72頁、CRID 1050001338313863424。
- 島根県警察本部『島根県警察史』（昭和編）島根県警察本部、1984年。doi:10.11501/9775127。 NCID BN04722534。全国書誌番号:85042646。